# 팀부현

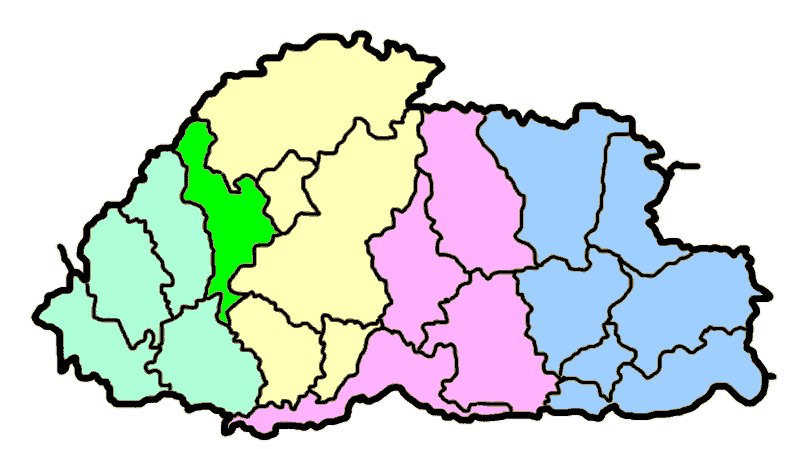
팀부 현의 위치

팀부현(종카어: ཐིམ་ཕུ་རྫོང་ཁག་)은 부탄을 구성하는 20개 현(종카그) 가운데 하나로, 현청 소재지는 팀부(부탄의 수도이자 최대 도시이기도 함)이며 면적은 1,617km2, 인구는 98,676명(2005년 기준)이다. 10개 게워그(밥비, 창, 다갈라, 게녜카, 카왕, 링지, 메왕, 나로, 소에, 토에피사)과 1개 마을(팀부)를 관할한다.

팀부 현
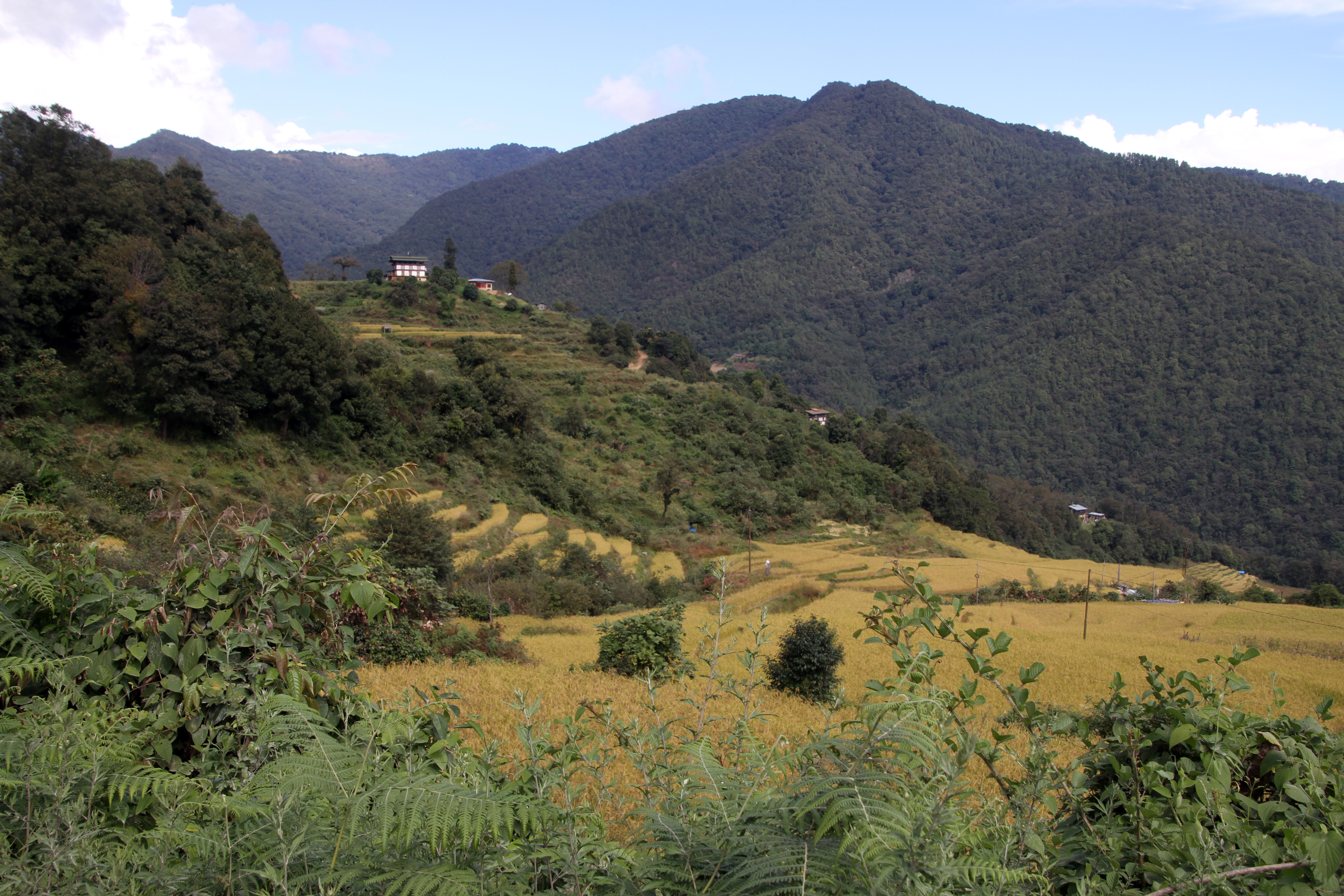
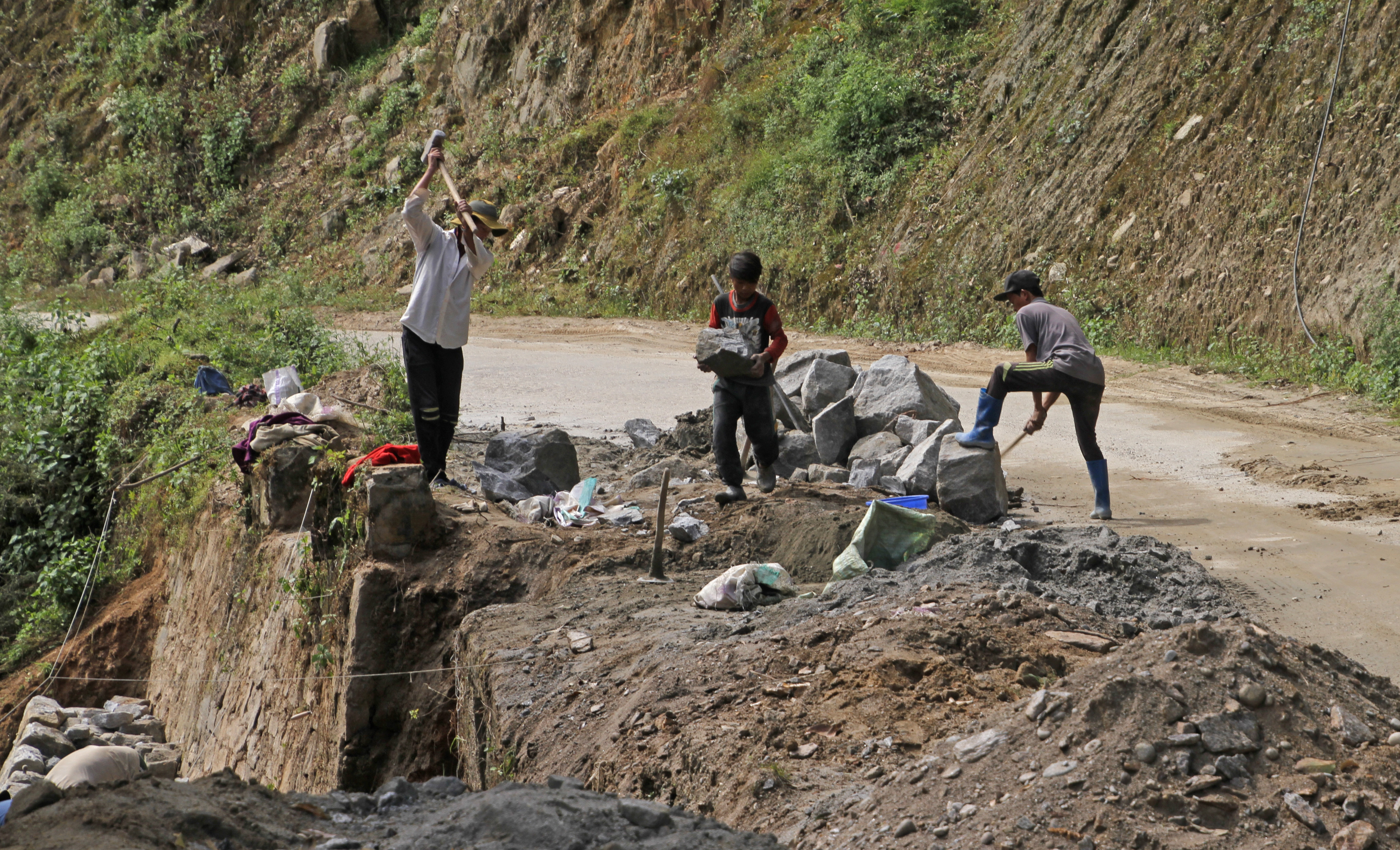
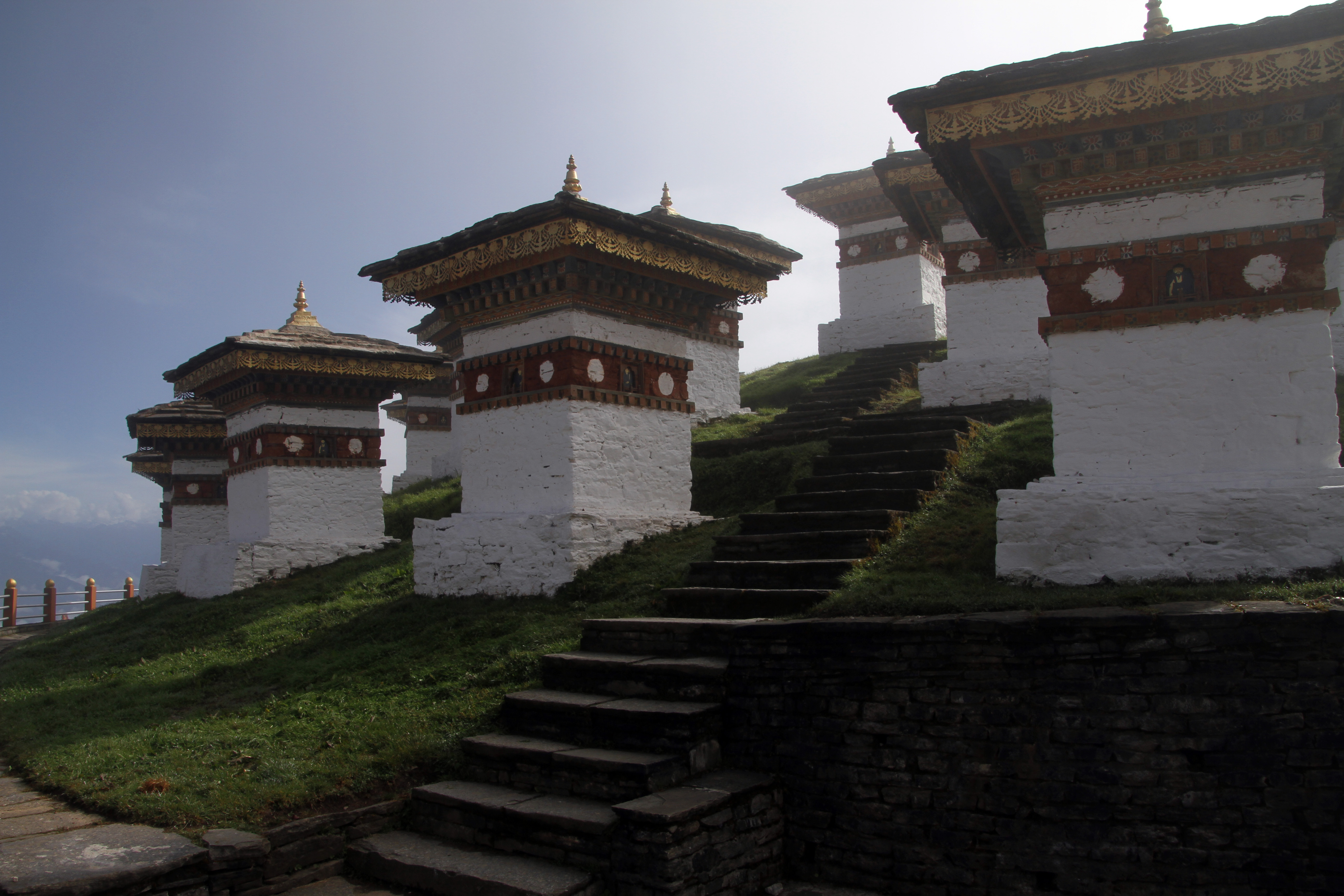
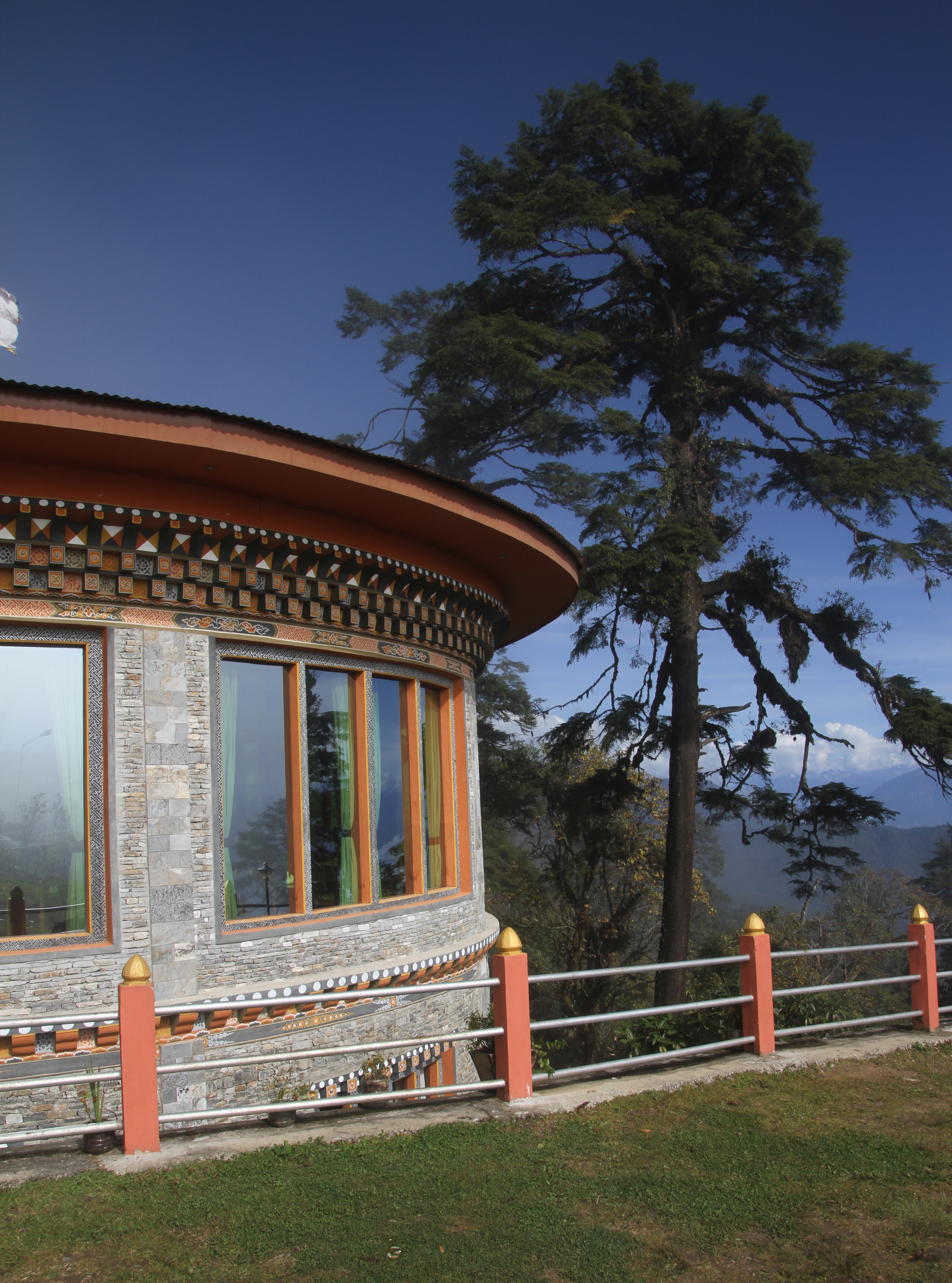
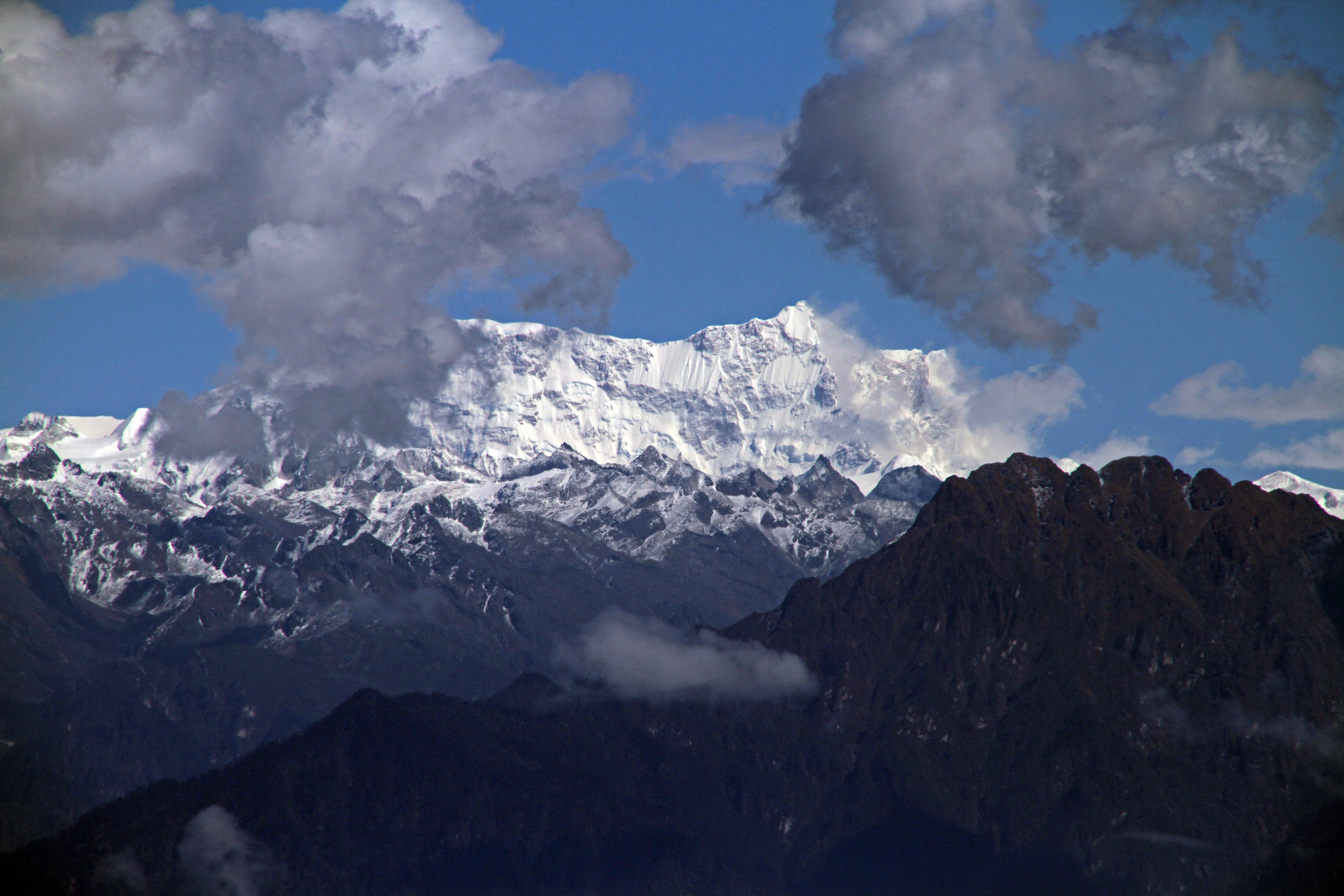

## 같이 보기
- 종카그
- 둥카그